# Верхняя Турга
Верхняя Турга — село в Оловяннинском районе Забайкальского края России. Входит в состав сельского поселения Тургинское.

## География
Село находится в восточной части района, к северу от села Турга, на правом берегу реки Турги, на расстоянии примерно 72 километров (по прямой) к северо-востоку от посёлка городского типа Оловянная.

## Население
| 2021 |
| ---- |
| 0    |

## История
Решение образовать новое село путём выделения из села Турга было принято Законом Забайкальского края от 5 мая 2014 года. На федеральное уровне присвоение соответствующего наименования было осуществлено Распоряжением Правительства Российской Федерации от 1 марта 2016 года.